# Google Dance
Der Google Dance (englisch für Google-Tanz) ist ein umgangssprachlicher Begriff in Bezug auf das Verhalten der Suchmaschine Google des US-amerikanischen Unternehmens Google LLC. Er beschreibt das Phänomen unterschiedlicher Suchergebnisse bei gleichzeitigen, identischen Suchanfragen.

## Ursache und Hintergrund
Die Suchmaschine indiziert das Internet automatisiert über Webcrawler. Aus Gründen der Lastverteilung erfolgt dies über mehrere autarke Rechenzentren, die jeweils ihren eigenen Datenbankindex haben.
Der Datenbankindex wird in gewissen festen Abständen, aber von jedem Rechenzentrum selbständig aktualisiert. Diese Aktualisierung kann mit einem Zeitversatz zwischen den Servern geschehen und daher zu einem gegebenen Zeitpunkt zu einem mehr oder weniger großen Unterschied der Indizes verschiedener Server führen. Bei benutzerseitigen Suchanfragen werden aufgrund unterschiedlicher DNS-Adressen unterschiedliche Rechenzentren angesprochen, und man kann so trotz identischer Suchanfragen unterschiedliche Ergebnisse aus den verschiedenen Indizes erhalten.
Nach einem Google Dance sind die Platzierungen einzelner Suchergebnisse oft verändert. Bis Mitte 2003, als das Unternehmen von monatlichen auf fortlaufende Aktualisierungen umstellte, wirkte sich dies noch wesentlich stärker als heute aus.
Auch der Aktualisierungs-Prozess selbst wird manchmal als Google Dance bezeichnet.